# 쿠키친어군
쿠키-친어군(Kuki-Chin)은 중국티베트어족의 한 분파로, 인도 북동부, 미얀마 서부, 방글라데시 동남부에 걸쳐 분포한다. 쿠키-친 계통의 언어를 사용하는 민족으로 미조족, 쿠키족, 친족, 조미족이 있으며, 간혹 이들을 집합적으로 조족(Zo)이라고 총칭하기도 한다.
일부 분류에서는 "쿠키어군"(Kukish)이나 "남중부 티베트버마어파"(South-Central Tibeto-Burman languages)이라는 용어를 사용한다. 쿠키-친어군은 종종 쿠키-친-나가어군(Kuki-Chin-Naga)의 하위 분류로 비정되지만, 이 그룹의 언어학적 의미는 명확하지 않으며 계통적 분류보다는 지리적 분류에 가깝다.

## 분류
다음은 지리적 분류이다.
- 북서부: 인도 마니푸르 주, 미얀마 사가잉 도. 화자들의 정체성은 대부분 "고 쿠키족"(Old Kuki) 또는 나가족(Naga)에 속한다.
  - 아이몰어(Aimol), 아날어(Anal), 치루어(Chiru), 초테어(Chothe), 카람어(Kharam), 코렌어(Koren), 콤어(Kom), 람캉어(Lamkang), 몬상어(Monsang), 모욘어(Moyon), 푸룸어(Purum), 소르붕어(Sorbung), 타라오어(Tarao)
- 북동부: 인도 마니푸르 주, 미얀마 친 주/사가잉 도.
  - 타도어(Thado), 테딤어(Tedim), 파이테어(Paite), 강테어(Gangte), 심테어(Simte), 시장어(Sizang), 랄테어(Ralte), 바이페이어(Vaiphei), 조우어(Zou), 응아운어(Ngawn)
- 중부: 인도 미조람 주, 마니푸르 주, 아삼 주, 메갈라야 주, 미얀마 친 주, 사가잉 도, 방글라데시 치타공 구릉지대.
  - 팡쿠어(Pangkhu), 토르어(Thor), 라이어군(Lai), 미조어(Mizo)
- 마라(Maraic): 인도 미조람 주, 미얀마 친 주.
  - 마라어(Mara), 두아투어(Duatu), 시조어(Sizo), 루툽어(Lutuv), 조페이어(Zophei), 센탕어(Senthang), 조퉁어(Zotung), 라이파오어(Hlaipao)
- 남부: 미얀마 친 주, 라카인 주, 방글라데시 치타공 구릉지대.
  - 쇼어(Shö), 타이품어(Thaiphum), 크호어(Kʼchò), 캉어(Kaang), 마투어(Matu), 웰라웅어(Welaung), 라이투어(Laitu), 에카이어(Ekai), 룽투어(Rungtu), 송라이어(Songlai), 숨투어(Sumtu)
- 쿠미(Khomic): 미얀마 친 주, 방글라데시 치타콩 구릉지대.
  - 쿠미어(Khumi), 카미어(Khami), 레미어(Lemi), 므로어(Mro), 렝미차어(Rengmitca)

## 같이 보기
- 나가 제어
- 쿠키친나가어군